# 舍拉耶
37°00′N 6°31′E / 37.000°N 6.517°E

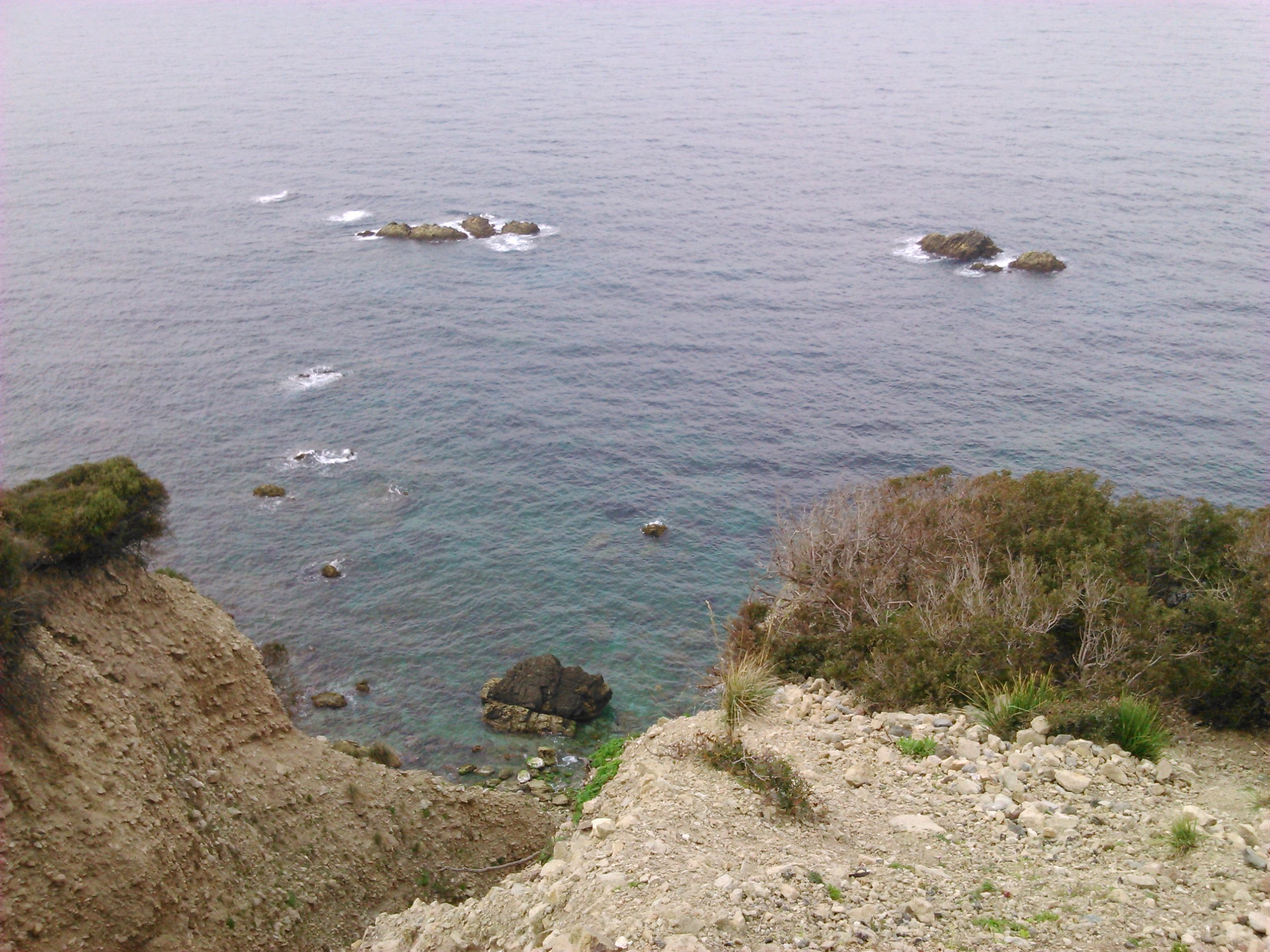
舍拉耶的海灘

舍拉耶（阿拉伯语：‎），是阿爾及利亞的城鎮，位於該國東北部斯基克達省，由科洛區負責管轄，面積108平方公里，2008年人口18,759人，人口密度每平方公里174人。